# Rawang (Padang Selatan)
Rawang is een bestuurslaag in het regentschap Padang van de provincie West-Sumatra, Indonesië. Rawang telt 10.764 inwoners (volkstelling 2010).